# Jansel González
Jansel Miguel Pimentel González (ur. 6 listopada 1992) – dominikański zapaśnik walczący w stylu klasycznym. Brązowy medalista igrzysk boliwaryjskich w 2013 i mistrzostw panamerykańskich w 2016 roku.